# Kadupandak (Tambaksari)
Kadupandak is een bestuurslaag in het regentschap Ciamis van de provincie West-Java, Indonesië. Kadupandak telt 3159 inwoners (volkstelling 2010).